# Branford (Florida)
Branford ist eine Stadt im Suwannee County im US-Bundesstaat Florida. Das U.S. Census Bureau hat bei der Volkszählung 2020 eine Einwohnerzahl von 711 ermittelt.

## Geographie
Branford liegt rund 35 km südlich von Live Oak am Ostufer des Suwannee River. Jacksonville liegt etwa 120 km östlich und Tallahassee 140 km westlich der Stadt.

## Geschichte
1881 wurde durch die Live Oak and Rowland’s Bluff Railroad eine Bahnstrecke von Live Oak über Branford und High Springs nach Gainesville eröffnet, die 1884 in das Plant System überging.

## Demographische Daten
Laut der Volkszählung 2010 verteilten sich die damaligen 712 Einwohner auf 441 Haushalte. Die Bevölkerungsdichte lag bei 339,0 Einw./km². 80,2 % der Bevölkerung bezeichneten sich als Weiße, 6,9 % als Afroamerikaner, 0,8 % als Indianer und 1,7 % als Asian Americans. 7,0 % gaben die Angehörigkeit zu einer anderen Ethnie und 3,4 % zu mehreren Ethnien an. 13,2 % der Bevölkerung bestand aus Hispanics oder Latinos.
Im Jahr 2010 lebten in 37,9 % aller Haushalte Kinder unter 18 Jahren sowie 28,2 % aller Haushalte Personen mit mindestens 65 Jahren. 66,8 % der Haushalte waren Familienhaushalte (bestehend aus verheirateten Paaren mit oder ohne Nachkommen bzw. einem Elternteil mit Nachkomme). Die durchschnittliche Größe eines Haushalts lag bei 2,57 Personen und die durchschnittliche Familiengröße bei 3,06 Personen.
32,8 % der Bevölkerung waren jünger als 20 Jahre, 28,1 % waren 20 bis 39 Jahre alt, 22,2 % waren 40 bis 59 Jahre alt und 18,8 % waren mindestens 60 Jahre alt. Das mittlere Alter betrug 33 Jahre. 48,6 % der Bevölkerung waren männlich und 51,4 % weiblich.
Das durchschnittliche Jahreseinkommen lag bei 33.426 $, dabei lebten 25,7 % der Bevölkerung unter der Armutsgrenze.
Im Jahr 2000 war Englisch die Muttersprache von 92,13 % der Bevölkerung und spanisch sprachen 7,87 %.

## Verkehr
Branford wird von den U.S. Highways 27 (SR 20) und 192 sowie von der Florida State Road 247 durchquert. Der nächste Flughafen ist der Gainesville Regional Airport (rund 70 km südöstlich).